# 同文書院
株式会社同文書院（どうぶんしょいん）は、日本の出版社。大学の教科書や、専門書、医療・医学関係書籍を主に出版している。かつては実用書や『空想美少女とのつきあい方』などの一風変わったサブカル本なども出版していた。

## 沿革
- 1929年（昭和4年）創業

## 本社所在地
- 東京都文京区小石川5‐24‐3